# Csehszlovák férfi vízilabda-bajnokság (első osztály)
A csehszlovák férfi vízilabda-bajnokság első osztálya a legmagasabb osztályú csehszlovák férfi vízilabda-versenysorozat volt, melyet 1919 és 1992 között évente rendeztek meg Csehszlovákia területén.

## Az eddigi bajnokságok
| Év   | Első                   | Második               | Harmadik                |
| ---- | ---------------------- | --------------------- | ----------------------- |
| 1919 | SK Slavia              | AC Sparta             | ČPK Praha               |
| 1920 | APK Praha              | ČPK Praha             | SK Slavia               |
| 1921 | APK Praha              | ČPK Praha             | APK Praha II.           |
| 1922 | AC Sparta              | SK Slavia             | ČPK Praha               |
| 1923 | AC Sparta              | APK Praha             | ČPK Praha               |
| 1924 | APK Praha              | AC Sparta             | ČPK Praha               |
| 1925 | —                      |                       |                         |
| 1926 | APK Praha              | PTE Bratislava        |                         |
| 1927 | PTE Bratislava         | ČPK Praha             |                         |
| 1928 | Hagibor Praha          | PTE Bratislava        |                         |
| 1929 | PTE Bratislava         | ČPK Praha             | APK Praha               |
| 1930 | APK Praha              | ČPK Praha             | Hagibor Praha           |
| 1931 | ČPK Praha              | AC Sparta             | Hagibor Praha           |
| 1932 | ČPK Praha              | APK Praha             | AC Sparta               |
| 1933 | AC Sparta              | Hagibor Praha         | ČPK Praha               |
| 1934 | ČPK Praha              | Hagibor Praha         | AC Sparta               |
| 1935 | Hagibor Praha          | AC Sparta             | ČPK Praha               |
| 1936 | Hagibor Praha          | ČPK Praha             | Bar Kochba Bratislava   |
| 1937 | Hagibor Praha          | Bar Kochba Bratislava | AC Sparta               |
| 1938 | AC Sparta              | Hagibor Praha         | Bar Kochba Bratislava   |
| 1939 | ČPK Praha              | AC Sparta             | APK Praha               |
| 1940 | ČPK Praha              | KVS Brno              | AC Sparta               |
| 1941 |                        |                       |                         |
| 1942 | ČPK Praha              | AC Sparta             | SK Slavia               |
| 1943 | ČPK Praha              | AC Sparta             | SK Slavia               |
| 1944 | AC Sparta              | ČPK Praha             | SK Slavia               |
| 1945 | ČPK Praha              | AC Sparta             | SK Slavia               |
| 1946 | AC Sparta              | ČPK Praha             | ŠK Bratislava           |
| 1947 | ČPK Praha              | AC Sparta             | ŠK Bratislava           |
| 1948 | ŠK Bratislava          | KVS Brno              | ČPK Praha               |
| 1949 | Sokol Vinohrady Praha  | Sokol NV Bratislava   | ATK Praha               |
| 1950 | Sokol NV Bratislava    |                       |                         |
| 1951 | Sokol NV Bratislava    | Sokol Vinohrady Praha | Sokol NV Bratislava II. |
| 1952 | Sokol NV Bratislava    | Sokol Vinohrady Praha | Sokol NV Bratislava II. |
| 1953 | ÚDA Praha              |                       |                         |
| 1954 | Slávia Bratislava      | ÚDA Praha             | Slavoj Praha            |
| 1955 | Slávia Bratislava      | Spartak ZJŠ Brno      | Tatran Střešovice       |
| 1956 | Slávia Bratislava      | Spartak ZJŠ Brno      | Tatran Střešovice       |
| 1957 | Slávia Bratislava      | Slovan Piešťany       | Tatran Střešovice       |
| 1958 | Slávia Bratislava      | Tatran Střešovice     | Jednota Košice          |
| 1959 | Slávia Bratislava      | Tatran Střešovice     | Dukla Praha             |
| 1960 | Slávia Bratislava      | Jednota Košice        | Spartak Motorlet Praha  |
| 1961 | Spartak Motorlet Praha | Jednota Košice        | Slovan Piešťany         |
| 1962 | ČH Košice              | Slovan Piešťany       | Spartak Motorlet Praha  |
| 1963 | ČH Košice              | Slovan Piešťany       | Spartak Motorlet Praha  |
| 1964 | ČH Košice              | Slovan Piešťany       | Slávia Bratislava       |
| 1965 | Slovan Piešťany        | ČH Košice             | Spartak Motorlet Praha  |
| 1966 | ČH Košice              | Slovan Piešťany       | Slávia UK Bratislava    |
| 1967 | ČH Košice              | Slávia UK Bratislava  | Slovan Piešťany         |
| 1968 | ČH Košice              | Slávia UK Bratislava  | Slavia VŠ Plzeň         |
| 1969 | ČH Košice              | Slávia UK Bratislava  | Kúpele Piešťany         |
| 1970 | ČH Košice              | Kúpele Piešťany       | Chemie Ústí nad Labem   |
| 1971 | ČH Košice              | Kúpele Piešťany       | Chemie Ústí nad Labem   |
| 1972 | ČH Košice              | Kúpele Piešťany       | CHZWP Nováky            |
| 1973 | ČH Košice              | Dukla Žilina          | Kúpele Piešťany         |
| 1974 | ČH Košice              | Kúpele Piešťany       | CHZWP Nováky            |
| 1975 | ČH Košice              | CHZWP Nováky          | Chemie Ústí nad Labem   |
| 1976 | ČH Košice              | TS Topolčany          | Dukla Žilina            |
| 1977 | ČH Košice              | CHZWP Nováky          | TS Topolčany            |
| 1978 | ČH Košice              | TS Topolčany          | CHZWP Nováky            |
| 1979 | ČH Košice              | TS Topolčany          | CHZWP Nováky            |
| 1980 | ČH Košice              | Slávia UK Bratislava  | CHZWP Nováky            |
| 1981 | ČH Košice              | Slávia UK Bratislava  | CHZWP Nováky            |
| 1982 | ČH Košice              | Slávia UK Bratislava  | CHZWP Nováky            |
| 1983 | ČH Košice              | Slávia UK Bratislava  | TS Topolčany            |
| 1984 | ČH Košice              | Slávia UK Bratislava  | CHZWP Nováky            |
| 1985 | ČH Košice              | Slávia UK Bratislava  | TS Topolčany            |
| 1986 | ČH Košice              | CHZWP Nováky          | Slávia UK Bratislava    |
| 1987 | ČH Košice              | Slávia UK Bratislava  | Slávia VŠ Košice        |
| 1988 | ČH Košice              | Slávia UK Bratislava  | CHZWP Nováky            |
| 1989 | Slávia UK Bratislava   | ČH Košice             | Kúpele Piešťany         |
| 1990 | ČH Košice              | Slávia UK Bratislava  | TS Topolčany            |
| 1991 | ŠKP Košice             | Slávia UK Bratislava  | CHZWP Nováky            |
| 1992 | ŠKP Košice             | Slávia UK Bratislava  | CHZWP Nováky            |

### Bajnoki címek megoszlás szerint
| Hely | Csapat                        | Címek |
| ---- | ----------------------------- | ----- |
| 1    | ŠKP Košice (ČH)               | 29    |
| 2    | ČPK Praha                     | 9     |
| 3    | Slávia UK Bratislava (Slávia) | 8     |
| 4    | AC Sparta                     | 6     |
| 5    | APK Praha                     | 5     |
| 6    | Hagibor Praha                 | 4     |
| 6    | Sokol NV Bratislava (ŠK)      | 4     |
| 8    | PTE Bratislava                | 2     |
| 9    | SK Slavia                     | 1     |
| 9    | Sokol Vinohrady Praha         | 1     |
| 9    | ÚDA Praha                     | 1     |
| 9    | Spartak Motorlet Praha        | 1     |
| 9    | Slovan Piešťany               | 1     |